# Dibromometà
El dibromometà és un halometà amb la fórmula {\displaystyle {\ce {Ch2Br2}}}. És insoluble en aigua, però molt soluble en dissolvents orgànics i té major densitat que l'aigua. És un líquid incolor amb una olor agradable. És un membre de la classe dels bromometans que són metans substituïts per dos àtoms de brom.

## Estat natural
Es produeix de manera natural per les algues marines que l'alliberen als oceans. Deixar-lo al sòl produeix la seva evaporació i filtració a terra. Posar-lo en aigua causa la seva desaparició per volatilització amb una mitjana de vida de 5,2 hores. No té cap efecte significant a la degradació biològica. A l'atmosfera es perd per la reacció amb els radicals d'hidroxils creats fotoquímicament. La durada estipulada d'aquesta reacció és d'uns 213 dies.

## Preparació
El dibromometà és preparat comercialment amb diclorometà i bromoclorometà: 
6 CH₂Cl₂ + 3 Br₂ + 2 Al → 6 CH₂BrCl + 2 AlCl₃
CH₂Cl₂ + HBr → CH₂BrCl + HCl
Aquest procés requereix triclorur d'alumini com a catalitzador. El producte del bromoclorometà de qualsevol de les dues reaccions pot reaccionar d'una manera similar:
6 CH₂BrCl + 3 Br₂ + 2 Al → 6 CH₂Br₂ + 2 AlCl₃
CH₂BrCl + HBr → CH₂Br₂ + HCl
Al laboratori, es prepara des de bromoform utilitzant arsènic sòdic i hidròxid de sodi:
 CHBr₃ + Na₃AsO₃ + NaOH → CH₂Br₂ + Na₃AsO4 + NaBr
Una altra manera de preparar-ho és amb diiodometà i brom.

## Usos
El dibromometà s'empra com a dissolvent, fluid de mesura, i a la síntesi orgànica (normalment com a H-NMR international standard). És útil per a tornar els catecols als seus derivats metilendiòxids. Té un paper com un metabòlit marí i un metabòlit d'algues. És un membre dels bromometani i un bromohidrocarbur.  